# Monster (Exo)
Monster è un singolo del gruppo musicale EXO, pubblicato il 9 giugno 2016 come estratto dal terzo album in studio Ex'act.

## Classifiche

### Classifiche settimanali
| Classifica (2016) | Posizione massima |
| ----------------- | ----------------- |
| Corea del Sud     | 1                 |

### Classifiche di fine anno
| Classifica (2016) | Posizione |
| ----------------- | --------- |
| Corea del Sud     | 60        |